# Bernas sund
Bernas sund är sundet mellan Kaskö och Dicksholmen i Österbotten i västra Finland. Bernas sund saknar hamnfaciliteter trots att Metsä-Botnias pappersmassafabrik ligger på sundets västra sida.